# Metriocnemus
Metriocnemus är ett släkte av tvåvingar som beskrevs av Frederik Maurits van der Wulp 1874. Metriocnemus ingår i familjen fjädermyggor.

## Dottertaxa tillMetriocnemus, i alfabetisk ordning[1][2]
- Metriocnemus aculeatus
- Metriocnemus acutus
- Metriocnemus adjectus
- Metriocnemus aequalis
- Metriocnemus albiclava
- Metriocnemus albipennis
- Metriocnemus alboclavatus
- Metriocnemus albolineatus
- Metriocnemus alulatus
- Metriocnemus amamianomalis
- Metriocnemus amplispinus
- Metriocnemus ancudensis
- Metriocnemus antennalis
- Metriocnemus arcuatus
- Metriocnemus argentinensis
- Metriocnemus atractus
- Metriocnemus atratulus
- Metriocnemus atriclava
- Metriocnemus aurantiacus
- Metriocnemus beringiensis
- Metriocnemus bilensis
- Metriocnemus bilobatus
- Metriocnemus borealis
- Metriocnemus brevicornis
- Metriocnemus breviradius
- Metriocnemus brunneri
- Metriocnemus brusti
- Metriocnemus callinotus
- Metriocnemus calvescens
- Metriocnemus canariensis
- Metriocnemus canus
- Metriocnemus capicola
- Metriocnemus carmencitabertarum
- Metriocnemus cataractarum
- Metriocnemus caudigus
- Metriocnemus cavicola
- Metriocnemus cinctus
- Metriocnemus clinoneurus
- Metriocnemus conicus
- Metriocnemus corticalis
- Metriocnemus costatus
- Metriocnemus crassipes
- Metriocnemus décor
- Metriocnemus dentipalpus
- Metriocnemus discretus
- Metriocnemus distans
- Metriocnemus distylus
- Metriocnemus edwardsi
- Metriocnemus eryngiotelmatus
- Metriocnemus eurynotus
- Metriocnemus exilacies
- Metriocnemus faroensis
- Metriocnemus fasciventris
- Metriocnemus flaviceps
- Metriocnemus fletcheri
- Metriocnemus fontinalis
- Metriocnemus fractinervis
- Metriocnemus fuscipes
- Metriocnemus galae
- Metriocnemus griseovittatus
- Metriocnemus haesitans
- Metriocnemus herbicola
- Metriocnemus hirsutulus
- Metriocnemus hirticollis
- Metriocnemus hornsbyensis
- Metriocnemus hygropetricus
- Metriocnemus ikineous
- Metriocnemus imberbipes
- Metriocnemus incompletus
- Metriocnemus inopinatus
- Metriocnemus intergerivus
- Metriocnemus isigageheus
- Metriocnemus knabi
- Metriocnemus lacteolus
- Metriocnemus lacustris
- Metriocnemus lautus
- Metriocnemus lobeliae
- Metriocnemus longicornis
- Metriocnemus longicostalis
- Metriocnemus longipalpus
- Metriocnemus longistylus
- Metriocnemus luctuosus
- Metriocnemus lurulentus
- Metriocnemus martinii
- Metriocnemus micropelma
- Metriocnemus minutissimus
- Metriocnemus montanus
- Metriocnemus nigrescens
- Metriocnemus nigritulus
- Metriocnemus niphetobia
- Metriocnemus oeklandi
- Metriocnemus ogasadecimus
- Metriocnemus palmensis
- Metriocnemus pankratovae
- Metriocnemus parcepilosus
- Metriocnemus perfuscus
- Metriocnemus picipes
- Metriocnemus polaris
- Metriocnemus praticola
- Metriocnemus pseudorostratus
- Metriocnemus ripicola
- Metriocnemus rufiventris
- Metriocnemus ryutanus
- Metriocnemus scirpi
- Metriocnemus seiryukeleus
- Metriocnemus seiryulemeus
- Metriocnemus seiryumeneus
- Metriocnemus septentrionalis
- Metriocnemus silesiacus
- Metriocnemus sinosus
- Metriocnemus sociatus
- Metriocnemus stagnalis
- Metriocnemus stevensi
- Metriocnemus subdedectus
- Metriocnemus subrostratus
- Metriocnemus tamaokui
- Metriocnemus tangens
- Metriocnemus terrester
- Metriocnemus transgressus
- Metriocnemus tristellus
- Metriocnemus tropicus
- Metriocnemus tusimouveus
- Metriocnemus tusimoveweus
- Metriocnemus tyrolensis
- Metriocnemus unilinearis
- Metriocnemus ursinus
- Metriocnemus wangi
- Metriocnemus verticillatus
- Metriocnemus virgatus
- Metriocnemus viridiventris
- Metriocnemus wittei
- Metriocnemus vudavricus
- Metriocnemus yakyheius
- Metriocnemus yakyijeus
- Metriocnemus yaquina